# Giovanni Galbaio
Giovanni Galbaio var ifølge traditionen den ottende doge i Venedig (787–804), men kun den 6. historisk dokumenterede. Han efterfulgte sin far Maurizio Galbaio, som havde udnævnt ham til 2. doge i 778. Den byzantinske kejser Leo 4. anerkendte hans tidtel det år, om end forsøget på at etablere et arveligt monarki truede hans egen udnævnelse til doge. 
Giovanni havde kortvarigt været fange hos den langobardiske konge Desiderius efter et felttog i Istrien, men hans far sendte gennem paven ambassadører til Karl den Store, frankernes konge for at anmode om at få Giovanni løsladt. 
Efter at han – uden forudgående valg – havde arvet sin fars post, begyndte han straks en vendetta mod patriarken af Grado, som repræsenterede kirken og dens modstand mod slavehandel. Karl den Store, som var tro mod kirken og nu også konge i Lombardiet, støttede afskaffelsen af slavehandelen i sine riger og var derfor utilfreds med den venetianske handel ved Adriaterhavet. I Maurizios regeringstid havde patriarken endda gennemført udvisning af de venetianske købmænd og konfiskation af deres varer i Pentapolis. Giovanni fik kejserinde Irene til at udnævne hans Maurizio til med-doge. 
I et forsøg på at modvirke patriarken udpegede Giovanni sin 16-årige nevø Kristoffer til biskop af Olivolo. Patriarken nægtede at salve ham, officielt på grund af hans alder, men rent faktisk på grund af hans anti-frankiske holdninger. Maurizio 2. blev sendt af sted for at angribe Grado med en flotille skibe. Den gamle patriark blev i den forbindelse kastet i døden fra et tårn. Modstanderne af Galbaio familien flygtede til Treviso mens patriarkens nevø, Fortunatus, blev valgt til hans efterfølger og straks flygtede til det frankiske hof. Oppositionen samledes under ledelse af Obelerio degli Antenori og vendte tilbage til Venedig. Giovanni flygtede sammen med Maurizio og Kristoffer til Mantua i 803, hvor de formentlig alle døde. Obelerio efterfulgte dem. 
Galbaiofamilien vendte senere tilbage til Venedig og antog navnet Querini.